# Магина
Магина — деревня в Свердловской области России, административно подчинённая городу Серову. Входит в Серовский муниципальный округ.
Ранее деревня входила в состав Верх-Сосьвинского сельсовета Серовского района.

## Географическое положение
Деревня Магина расположена в 43 километрах (по автодорогам в 51 километре) к юго-востоку от города Серова, на правом берегу реки Сосьвы (правого притока реки Тавды). В половодье автомобильное сообщение затруднено, но имеется паромная и лодочная, а в зимний период ледовая переправа.

## Население
| 2002 | 2010 |
| ---- | ---- |
| 38   | ↘26  |